# Буряковщина
Буряковщина (укр. Буряківщина) — село, Великобагачанский поселковый совет, Великобагачанский район, Полтавская область, Украина.
Код КОАТУУ — 5320255102. Население по переписи 2001 года составляло 37 человек.

## Географическое положение
Село Буряковщина находится в 2-х км от пгт Великая Багачка и села Бутова Долина. По селу протекает пересыхающий ручей с запрудой. Рядом проходит автомобильная дорога Т-1719.